# Nova Kuban, Velîka Oleksandrivka
Nova Kuban (în ucraineană Нова Кубань) este localitatea de reședință a comunei Nova Kuban din raionul Velîka Oleksandrivka, regiunea Herson, Ucraina.

## Demografie
Componența lingvistică a localității Nova Kuban
     Ucraineană (93,71%)
     Rusă (3,24%)
     Română (3,05%)
Conform recensământului din 2001, majoritatea populației localității Nova Kuban era vorbitoare de ucraineană (93,71%), existând în minoritate și vorbitori de rusă (3,24%) și română (3,05%).